# Cyanus adscendens
Cyanus adscendens là một loài thực vật có hoa trong họ Cúc. Loài này được (Bartl.) Soják mô tả khoa học đầu tiên năm 1972.